# Serez
Serez /səˈʁe/ è un comune francese di 150 abitanti situato nel dipartimento dell'Eure nella regione della Normandia.

## Società

### Evoluzione demografica
Abitanti censiti